# Olekszandr Jevdokimovics Kornyijcsuk
Olekszandr Jevdokimovics Kornyijcsuk (ukránul: Олександр Євдокимович Корнійчук, Hrisztinyivka 1905. május 25. – Kijev, 1972. május 14.) szovjet és ukrán drámaíró, forgatókönyvíró. Natan Ribak író és költő a sógora, húga férje volt.

## Élete
Olekszandr Kornyijcsuk 20 évesen kezdte írni első novelláit, és 1928-ban megírta első drámáját. Számos egyéb, a szocialista realizmusnak megfelelő, részben politikai propagandára felhasznált irodalmi mű és filmforgatókönyv szerzője is.
1929-ben diplomázott a Kijevi Népnevelési Intézet (ma Kijevi Egyetem) Irodalmi Karán.
1939-ben az Ukrán SZSZK Tudományos Akadémiájának tagja lett.
1940-ben a Szovjetunió Kommunista Pártjának tagja lett. A második világháború alatt a Vörös Hadseregben szolgált a frontvonali újságok kiadásáért felelős propagandaosztály vezetőjeként.
1938 és 1941 között, valamint 1946 és 1953 között az Ukrán Írók Országos Szövetségének elnöke volt.
1943-ban a Szovjetunió Tudományos Akadémia tagjává választották.
[1944] márciusa és júliusa között az Ukrán SZSZK külügyminisztere volt. 
1947 és 1953 között az Ukrán SZSZK Legfelsőbb Tanácsának (Verhovna Rada) elnöke volt.
1949-ben az Ukrán Kommunista Párt Központi Bizottságának, 1952-ben pedig az SZKP Központi Bizottságának tagja lett.
1959-ben a Béke Világtanács elnökségének tagja lett.
Számos állami kitüntetést kapott, köztük 1960-ban Lenin-békedíjat, 1967-ben a Szocialista Munka Hőse címet, 1971-ben pedig Tarasz Sevcsenko Állami Díjat.
66 éves korában Kijevben halt meg, és a Bajkov temetőben temették el.

## Díjak
- Tarasz Sevcsenko-díj: 1971, a Mémoire du coeur (1969) című darabjáért
- Lenin-rend: 1939, 1948, 1955, 1960, 1965, 1967
- Vörös Zászló érdemrend: 1943
- A Vörös Csillag Rendje: 1944
- Nemzetközi Lenin-békedíj: 1960
- A szocialista munka hőse: 1967
- Októberi Forradalom érdemrend: 1971
- Sztálin-díj :
  - 1941, a Platon Krecset (Платон Кречет, 1934) és Bogdan Hmelnickij (Богдан Хмельницкий, 1939) című darabokért
  - 1942, az Ukrajna sztyeppéin című darabért (В степях Украины, 1941)
  - 1943, a Front című darabért (Фронт, 1942)
  - 1949, a Makar Dubrava című darabért (Макар Дубрава, 1948)
  - 1951, az Aubarade című darabért (Калиновая роща, 1950)